# Thuir
Thuir település Franciaországban, Pyrénées-Orientales megyében. Lakosainak száma 8215 fő (2022. január 1.). Thuir Saint-Féliu-d’Avall, Le Soler, Toulouges, Canohès, Ponteilla, Llupia, Sainte-Colombe-de-la-Commanderie és Castelnou községekkel határos.

## Népesség
A település népessége az elmúlt években az alábbi módon változott:
| Lakosok száma | 7347 | 7401 | 7551 | 7635 | 7792 | 7924 | 8057 | 8173 | 8215 |
|               | 2013 | 2015 | 2016 | 2017 | 2018 | 2019 | 2020 | 2021 | 2022 |